# Platinoide
Il platinoide è una lega costituita da tungsteno (1%), nichel (14%), zinco (24%) e rame (61%), è oggi usata per vasellame e posateria, ma in passato fu usata per i resistori.